# إدموند يو
إدموند يو (بالملايوية: Edmund Yeo)‏ هو مخرج ماليزي، ولد في 6 مارس 1984 في سنغافورة.

## وصلات خارجية
- إدموند يو على موقع IMDb (الإنجليزية)
- إدموند يو على موقع ألو سيني (الفرنسية)
- إدموند يو على موقع أول موفي (الإنجليزية)
- إدموند يو على موقع قاعدة بيانات الفيلم (الإنجليزية)
- إدموند يو على موقع كينوبويسك (الروسية)